# 渡邊裕子
渡邊 裕子（わたなべ ゆうこ、1987年11月3日 - ）は、日本女子の元陸上競技選手。専門は長距離走（主にマラソン・ハーフマラソン）。現役時代はエディオン所属。151cm、39kg。

## 経歴
広島県賀茂郡黒瀬町（現・東広島市）出身。東広島市立黒瀬中学校、広島県立西条農業高等学校卒業。黒瀬中1年から陸上を始める。高校時代は無名に近い存在だったが2006年エディオン入社以降、着実に力を付け始めた。
マラソン初挑戦だった2012年3月11日の名古屋ウィメンズマラソン（ロンドンオリンピック選考レース）では13位ながらも2時間29分台のゴールタイムでフィニッシュ、表彰式では新人賞を獲得した。
翌2013年1月27日の大阪国際女子マラソンで2時間25分台をマーク、マラソン自己記録を3分以上更新し日本人2番手の2位でゴール。2013年8月の世界陸上モスクワ大会の有力候補に名乗りを挙げたが、日本陸連が定めた女子マラソン派遣記録（2時間23分59秒）から約2分も遅れ、さらに同マラソンで優勝者（当初2着から繰り上げ）の福士加代子から1分35秒も離されたのがネックとなり、結局初の世界陸上日本代表は選出されなかった（2013年4月25日のマラソン代表決定時、日本陸連は女子マラソンの5枠ある分を3枠に削減した為。又横浜国際女子マラソンで日本人トップ・2位の那須川瑞穂も2時間26分台の記録がマイナス材料となり落選）。
2013年8月25日の北海道マラソン・女子の部では、自身フルマラソンで念願の初優勝を達成した。しかし翌2014年1月26日・翌々2015年1月25日の大阪国際女子マラソンへそれぞれ出場するも、共に優勝及び日本女子首位の好成績を残す事が出来ず、2014年の仁川アジア競技大会、2015年の世界陸上北京大会の各女子マラソン日本代表には選出されなかった。
2015年5月3日のWINGS FOR LIFE WORLD RUNにおいて、56kmの記録で女子の部の世界チャンピオンを獲得。
2016年1月31日の大阪国際女子マラソンで、リオデジャネイロオリンピック・女子マラソン日本代表の座を目指し4年連続で同大会に出走。序盤からハイペースで飛ばし独走で優勝した福士加代子らについていかず自重したものの、自己ベスト更新には遠く及ばず、自己最低記録となる2時間37分台の15位に留まった。その大阪国際女子から僅か7週間後、リオ五輪・女子マラソン国内最終選考会である、同年3月13日の名古屋ウィメンズマラソンに一般参加選手として再挑戦。レース前半は先頭集団についていくも徐々にペースを落とし、結局大阪国際と全く同じゴールタイムで、順位はワーストの34位に終わった。
昨年に引き続き2017年3月12日に開催された、世界陸上ロンドン大会・女子マラソン選考会の名古屋ウィメンズマラソンへ出走したが、2時間42分台の29位に終わり、これが現役最後のフルマラソンとなった。
2018年5月13日の仙台国際ハーフマラソン（女子の部）は、1時間13分51秒で7位。同年11月25日開催のクイーンズ駅伝（第38回全日本実業団対抗女子駅伝競走大会）では6区・アンカーで出場し、22分37秒の区間16位（エディオンチームも総合16位）で、これが渡邊自身現役最後の公式レースと成る。そして2018年12月末限りで、エディオン女子陸上部を退部し、現役引退を表明した。

## 自己記録
- 5000m - 16分07秒12（2011年4月29日、第45回織田幹雄記念国際陸上競技大会 8位）
- 10000m - 32分27秒89（2011年6月27日、ホクレン・ディスタンスチャレンジ2011 第3戦深川大会 5位）
- ハーフマラソン - 1時間10分06秒（2012年12月23日、第31回山陽女子ロードレース大会 2位）
- マラソン - 2時間25分56秒（2013年1月27日、第32回大阪国際女子マラソン大会 3位）

## マラソン全記録
| 年月       | 大会                     | 順位 | 記録          | 備考                                       |
| ---------- | ------------------------ | ---- | ------------- | ------------------------------------------ |
| 2012年03月 | 名古屋ウィメンズマラソン | 13位 | 2時間29分20秒 | 初マラソン・ロンドンオリンピック選考レース |
| 2013年01月 | 大阪国際女子マラソン     | 2位  | 2時間25分56秒 | 自己記録・世界陸上モスクワ大会選考レース   |
| 2013年08月 | 北海道マラソン           | 優勝 | 2時間29分13秒 | フルマラソン初優勝                         |
| 2014年01月 | 大阪国際女子マラソン     | 11位 | 2時間34分01秒 | 仁川アジア競技大会選考レース               |
| 2015年01月 | 大阪国際女子マラソン     | 3位  | 2時間28分36秒 | 世界陸上北京大会選考レース                 |
| 2016年01月 | 大阪国際女子マラソン     | 15位 | 2時間37分55秒 | リオデジャネイロオリンピック選考レース     |
| 2016年03月 | 名古屋ウィメンズマラソン | 34位 | 2時間37分55秒 | リオデジャネイロオリンピック選考レース     |
| 2017年03月 | 名古屋ウィメンズマラソン | 29位 | 2時間42分16秒 | 世界陸上ロンドン大会選考レース             |